# جاستن سيمونز
جاستن سيمونز (بالإنجليزية: Justin Simmons)‏ هو سياسي أمريكي، ولد في 1986 في بنسيلفانيا في الولايات المتحدة. حزبياً، نشط في الحزب الجمهوري. وقد انتخب عضو مجلس نواب بنسيلفانيا.